# Lejla Mammadbejová
Lejla Mammadbejová, rozená Zejnalová (1909, Baku, Ázerbájdžán – 1989, tamtéž) byla první ázerbájdžánská pilotka, a zároveň tak první letkyně na Kavkazu a Jihozápadní Asii.

## Život
Lejla se narodila v umělecky založené rodině. Věnovala se hře na klavír a tar. Ve 14 letech se vdala za Bahrama Mammadbejova, který se později stal ředitelem banky v Baku.
Lejla začala navštěvovat aeroklub v Baku, poprvé letěla v roce 1931. Poté pokračovala ve studiu na letecké škole v Moskvě. Dne 17. března 1934 se po seskoku z letounu Polikarpov Po-2 na letiště Tušino stala druhou parašutistkou v Sovětském svazu (první byla Nina Kameneva).
Pracovala pak dál jako pilotka a instruktorka v aeroklubu v Baku. Nebylo jí povoleno účastnit se bojů 2. světové války, protože v té době vychovávala čtyři děti (celkem jich měla šest). I během válečných let, kdy byl klub v Baku uzavřen, vedla dál své kurzy, kterými prošly stovky bojových pilotů a asi čtyři tisíce výsadkářů. Dva z jejích studentů byli později oceněni jako Hrdinové Sovětského svazu. Svůj poslední let uskutečnila v roce 1949. Dále pak působila jako místopředsedkyně místního výboru DOSAAF (Dobrovolné společnosti pro spolupráci s armádou, letectvem a námořnictvem).
Dva z jejích synů se stali bojovými piloty, nejstarší syn Firudin se účastnil již 2. světové války, nejmladší syn Khanlar války o Náhorní Karabach.

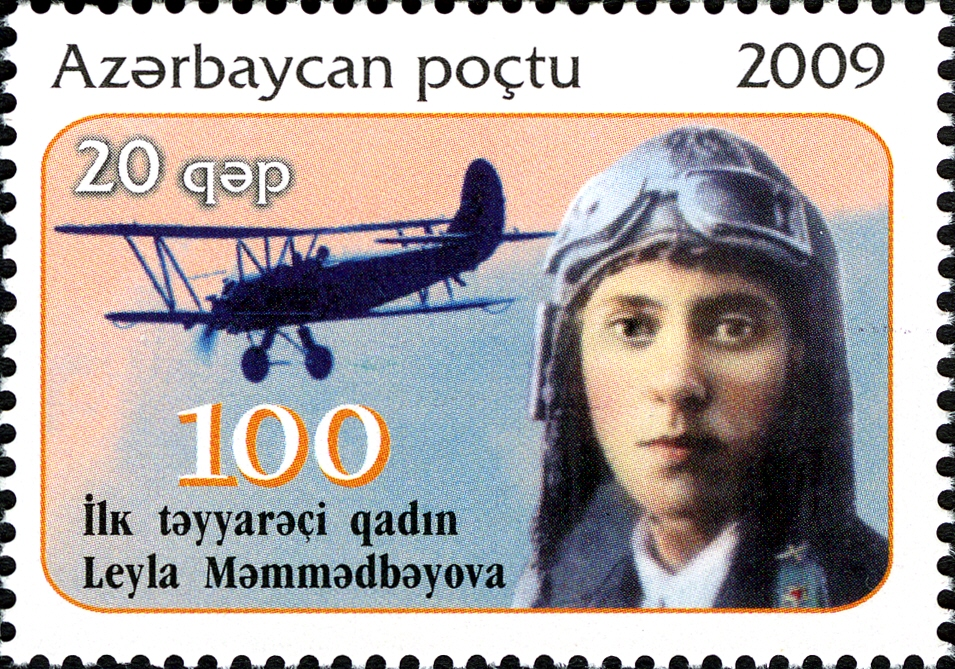
Lejla Mammadbejová na poštovní známce z roku 2009

Život Lejly Mammadbejové se stal ve 30. letech předlohou několika literárních děl a filmu Ismat. V roce 1995 o ní byl natočen dokument s názvem Leyla.